# Prolagus
Prolagus és un gènere extint de mamífers lagomorfs que visqueren a Europa entre el Miocè inferior i l'Holocè, possiblement fins al segle xviii. Se n'han trobat restes fòssils a Alemanya, Espanya (incloent-hi Can Llobateres i el jaciment de Bunyol), França, Itàlia, Portugal i Suïssa. Els seus representants eren els lagomorfs més comuns del Miocè i el Pliocè. Pesaven aproximadament 500 g. Hi ha autors que classifiquen aquest grup en la família monotípica dels prolàgids (Prolagidae) i d'altres que el situen en la família dels ocotònids. La seva taxonomia interna tampoc no està del tot clara.